# Яблочное (Курганская область)
Яблочное — село в Варгашинском районе Курганской области. Входит в состав Мостовского сельсовета.

## История
До 1917 г. деревня Россия-Молотова входила в состав Марайской волости. По данным на 1926 год состояла из 156 хозяйств. В административном отношении входила в состав Молотовского сельсовета Марайского района Курганского округа Уральской области. В 1964 году объединена с деревней Малое Молотово и переименована в Яблочное.

## Население
| 1912 | 1926 | 1989 | 2002 | 2010 |
| ---- | ---- | ---- | ---- | ---- |
| 663  | ↗838 | ↘565 | ↘458 | ↘366 |

По данным переписи 1926 года в деревне проживало 838 человек (397 мужчин и 441 женщина), в том числе: русские составляли 99 % населения.